# Soley Soley
«Soley Soley» es una canción interpretada por la banda escocesa Middle of the Road, publicada como sencillo en agosto de 1971. Escrita por Fernando Arbex, el sencillo alcanzó la posición #5 en el UK Singles Chart.

## Lanzamiento
«Soley Soley» fue escrita por el músico español Fernando Arbex y fue grabada por Middle of the Road mientras estaban en España. Fue publicada como sencillo el 26 de noviembre de 1971 en el Reino Unido. El lado B, «To Remind Me» fue escrito por Lally Stott, los hermanos Giosy y Mario Capuano, y por Sally Carr, vocalista principal de la banda.

## Posicionamiento

### Gráfica semanal
| Gráficas (1971–72)                           | Pico de posición |
| -------------------------------------------- | ---------------- |
| Australia (Kent Music Report)                | 23               |
| Bélgica (Flandes) (Ultratop 50)              | 1                |
| Bélgica (Valonia) (Ultratop 50)              | 1                |
| Dinamarca (IFPI)                             | 2                |
| Finlandia (Suomen virallinen lista)          | 3                |
| Francia (IFOP)                               | 19               |
| Irlanda (Irish Singles Chart)                | 12               |
| Israel (Galei Tzahal)                        | 1                |
| Italia (Musica e dischi)                     | 17               |
| Países Bajos (Dutch Top 40)                  | 1                |
| Países Bajos (Mega Single Top 100)           | 1                |
| Nueva Zelanda (Listener)                     | 6                |
| Noruega (VG-lista)                           | 1                |
| Singapur (Rediffusion)                       | 2                |
| Sudáfrica (Springbok Radio)                  | 1                |
| España (PROMUSICAE)                          | 6                |
| Suecia (Kvällstoppen)                        | 1                |
| Suiza (Schweizer Hitparade)                  | 1                |
| Reino Unido (UK Singles Chart)               | 5                |
| Alemania Occidental (Official German Charts) | 2                |
| Zimbabue (ZIMA)                              | 1                |

### Gráfica de fin de año
| Gráficas (1971)                    | Pico de posición |
| ---------------------------------- | ---------------- |
| Bélgica (Flandes) (Ultratop 50)    | 3                |
| Países Bajos (Dutch Top 40)        | 5                |
| Países Bajos (Mega Single Top 100) | 2                |

| Gráficas (1972)                              | Pico de posición |
| -------------------------------------------- | ---------------- |
| Dinamarca (IFPI)                             | 14               |
| Italia (Musica e dischi)                     | 82               |
| Sudáfrica (Springbok Radio)                  | 2                |
| Alemania Occidental (Official German Charts) | 26               |

## Otras Versiones
Otros artistas han versionado esta canción. En 1972 la cantante Nana Mouskouri la grabó en francés y la publicó como sencillo. Ese mismo año, el dúo argentino Flash grabó la canción en castellano, teniendo mucha popularidad al ser incluida en un comercial de cigarrillos. La cantante y compositora argentina Vanessa Colaiutta la incluyó en su disco debut Vanesa del año 1988, en el track #2 del lado A.Chayanne incluyó una versión en el disco Tiempo de vals del año 1990. La canción aparece como track #4 con el título Soleil Soleil.